# 朱崇实
朱崇实（1954年12月—），福建建瓯人，长期从事金融法教学和研究工作，博士生导师。2003年至2017年任厦门大学校长。

## 简历
1982年2月毕业于厦门大学经济系；1990年5月毕业于南斯拉夫贝尔格莱德大学国际经济系，获经济学博士学位，后在厦门大学法律系任教。1995年5月至2003年任厦门大学副校长；2003年任厦门大学校长。2017年7月卸任。

## 头衔
- 厦门市社会科学联合会主席
- 福建省社科联副主席
- 中国法学会经济法研究会副会长
- 厦门大学汉语国际推广南方基地理事长